# María Eugenia Bozzoli Vargas
María Eugenia Bozzoli Vargas (también conocida como María Eugenia Bozzoli de Wille, nacida el 26 de mayo de 1935 en San Marcos de Tarrazú) es una antropóloga, socióloga y activista de derechos humanos de Costa Rica. Es una de las fundadoras de la antropología en Costa Rica, así como la primera mujer antropóloga del país.
Bozzoli fue profesora de antropología cultural en la Universidad de Costa Rica, donde ha trabajado desde 1959. Se convirtió en Directora del Consejo y Vicepresidenta de Acción Social en la universidad durante un plazo de cinco años de 1976 a 1981, y se convirtió en profesora emérita en 1992.
La mayor parte del trabajo de Bozzoli se ha centrado en la historia y la cultura de la población indígena Amerindia de Costa Rica, particularmente en relación con la marginación y los asuntos sociales. Ha trabajado con instituciones gubernamentales en varias ocasiones y tiene una reputación de defensa de los derechos de minorías étnicas. Bozzoli es una recipiente del Premio Bronislaw Malinowski (2000) y del Premio Nacional de Cultura Magón (2001). El Museo de Culturas Indígenas Doctora María Eugenia Bozzoli, en Puerto Viejo de Sarapiquí, recibe su nombre en su honor.

## Primeros años y educación
Nacida en San Marcos de Tarrazú el 26 de mayo de 1935, Bozzoli es la hija de Benilda Vargas Blanco y Fermín Bozzoli Zúñiga. Se matriculó en el Colegio Superior de Señoritas de San José en 1952. Bozzoli vivió en el estado de Kansas durante seis años en la década de 1950 mientras estudiaba en la Universidad de Kansas (licenciatura y máster en Arqueología). En 1975, obtuvo su doctorado en Antropología por la Universidad de Georgia.

## Carrera
En 1959 Bozzoli se convirtió en profesora de antropología cultural en la Universidad de Costa Rica. La Sociedad de Antropología Aplicada ha señalado que Bozzoli es "conocida por su defensa de los derechos de las minorías étnicas, sus esfuerzos por el reconocimiento, respeto y tolerancia de la diversidad cultural, y su defensa para la conservación y uso sostenible del entorno natural". Su trabajo principalmente se ha concentrado en dos áreas: investigar la historia cultural de la población indígena Amerindia, y buscar alternativas para el desarrollo nacional mediante el estudio de la diversidad del pasado de su país. Es particularmente experta en comprender los asuntos sociales a los que se enfrentas las personas indígenas en el país, y como resultado, durante el curso de su carrera ha trabajado con numerosas instituciones gubernamentales, incluyendo el instituto de bienestar social, el instituto de electricidad costarricense sobre temas de repoblación por proyectos de construcción de embalses, y con el Ministerio de Recursos Naturales para asegurar el desarrollo sostenible en el país.
En la Universidad de Costa Rica, Bozzoli sirvió como Directora del Consejo y Vicepresidenta de Acción Social de 1976 a 1981.  En 1979, Bozzoli escribió Nacimiento y Muerte en el Sistema de Creencias de los indios Bribri de Costa Rica. En 1981, Bozzoli recibió una beca Fulbright y enseñó en la Universidad Estatal de Luisiana. En 1992, se convirtió en profesora emérita de la Universidad de Costa Rica, en 1998 fue una profesora visitante en la Universidad de Kansas, y en 2000 fue elegida al Consejo de la Universidad Estatal a Distancia.

## Premios
Bozzoli, una de las fundadoras de la antropología en Costa Rica, fue la primera mujer antropóloga del país. En 2000, recibió el premio Bronislaw Malinowski, y al año siguiente, el premio Nacional de Cultura Magón. El Museo de Culturas Indígenas Doctora María Eugenia Bozzoli, en Puerto Viejo de Sarapiquí, fue nombrado en su honor.